# クロース (アルバニア)
クロース（アルバニア語: Klos, Klosi）はアルバニアのディブラ州の町と基礎自治体である。現在の基礎自治体が2015年に設けられ、同名の町は庁所在地である。2023年には、基礎自治体に12,172人がい、町に5,270人がいた。

## 出来事
1467年のオスマン帝国のデフテルに記録された。村は八家がいた。家族の名前はコズマ・キミザ、プロゴン・シャルジニ、マルティン・ドロザ、ジン・ドロザ、ドゥラ・ツカリ、マルジン・プリフティ、イリア・キミザおよびコラ・キミザだった。
2015年に旧基礎自治体のクロース、グラ、スツおよびジバルが合体し、さらに現在の基礎自治体が設けられた。同名の町は庁所在地である。

## 人口
2011年に旧基礎自治体の人口は7,873人だった。2023年に基礎自治体の人口は12,172人であり、同名の町の人口は5,270人だった。

## スポーツ
サッカークラブはKFクローシである。主にカムザのコンプレクシ・スタルヴィトル・イ・エキペヴェ・コンバタレで試合をする。